# Alexander Cunningham of Block
Alexander Cunningham of Block (1655–1730) fou un jurista escocès, crític i adversari de Richard Bentley; també destacà com a jugador d'escacs

## Biografia
Fill del reverend John Cunningham, capellà de Cumnock a Ayrshire, i propietari de la petita finca Block, va néixer entre el 1655 i el 1660. Fou educat probablement entre els Països Baixos i Edimburgh, i fou seleccionat per William Douglas, 1r Duc de Queensberry per ser el tutor del seu fill, Lord George Douglas. Mercès a la influència de Queensberry fou postulat per la Corona per ser professor de dret civil a la Universitat d'Edimburg cap al 1698.
El 1710, quan el duc de Queensberry va perdre influència juntament amb altres líders dels Whig, els magistrats d'Edimburg varen fer valer els seus drets i feren fora Cunningham del professorat, per a posar-hi un altre candidat. Llavors va deixar Escòcia, i es va establir a La Haia, on va viure amb una pensió facilitada pel Duc de Queensberry, i es va dedicar als escacs i a l'estudi dels autors clàssics del dret civil.

## Treballs
Cunningham es va fer amic de Pieter Burman el Vell. El 1711 va descobrir mercès a Thomas Johnson, un venedor de llibres i editor escocès establert a la Haia, que Richard Bentley era l'autor de les crítiques infligides a Jean Leclerc per la seva edició dels fragments de Menandre d'Atenes. El 1721 va publicar un malevolent Alexandri Cuninghamii Animadversiones in Richardi Bentleii Notas et Emendationes ad Q. Horatium Flaccum. El mateix any va publicar la seva pròpia edició crítica d'Horaci, amb el títol Q. Horatii Flacci Poemata. També va treballar en edicions de Virgili i Fedre, publicades a Edimburg després de la seva mort, i va projectar llibres sobre els pandectes i els evidències de la Cristiandat. Les seves obres pòstumes, publicades a Edimburg, foren:
- P. Virgilii Maronis Bucolica, Georgica et Æneis, ex recensione Alexandri Cuninghamii Scoti, cujus emendationes subjiciuntur, 1743; and
- Phædri Augusti, liberti, Fabularum Æsopiarum libri quinque, ex emendatione Alexandri Cuninghamii Scoti, accedunt Publii Syri et aliorum veterum Sententiæ, 1757.

## Jugador d'escacs
Com a jugador d'escacs, Cunningham va guanyar fama a La Haia. Allà el visitaren jugadors d'arreu d'Europa, fou considerat un dels millors jugadors d'escacs del món al voltant del 1700, i va establir bones relacions amb els ambaixadors anglesos a la Haia, especialment amb Lord Sunderland. Porta el seu nom la defensa Cunningham del gambit de rei: 
1. e4 e5 2. f4 exf4 3. Cf3 Ae7 (codi ECO C-35)